# 陳妤
陳妤（1994年5月7日—），台灣女演員，畢業於中國文化大學戲劇學系。2015年通過由王小棣等八位導演共同創辦的「Q Place表演教室」好演員班甄選、戲劇課程訓練，以第二期學員身分結業。在2016年出演植劇場第一部《戀愛沙塵暴》中林亦珊一角，被網友封為「巴柔萌妹」。在2017年以《植劇場－戀愛沙塵暴》獲得第52屆金鐘獎『戲劇節目新進演員獎』。在2019年電視劇《我們與惡的距離》中演出加害者的妹妹李大芝一角，隨著該劇爆紅也獲得注目並迅速走紅。在2020年電影《可不可以，你也剛好喜歡我》中飾演女主角田筱湘一角。在2023年電視劇《女兒大人加個賴》中演出女主角游婉婷。

## 家庭背景
父親為台灣著名配音員兼任配音導演陳國偉，母親也為台灣著名配音員孫若瑜。

## 演出作品

### 電視劇 / 網路劇
| 年份   | 頻道                         | 名稱                           | 飾演          | 性質     | 導演                   |
| 2016年 | 台視 八大電視 公視           | 《植劇場－戀愛沙塵暴》         | 林亦珊        | 主演     | 北村豐晴               |
| 2017年 | 台視 八大電視 公視           | 《植劇場－積木之家》           | 護理師        | 女配角   | 廖士涵                 |
| 2017年 | 台視 八大電視 公視           | 《植劇場－五味八珍的歲月》     | Kiki的朋友    | 客串     | 徐輔軍                 |
| 2017年 | 台視 東森綜合台              | 《獅子王強大》                 | 野外收音師    | 客串     | 陳保中                 |
| 2018年 | 台視 東森綜合台 愛奇藝台灣站 | 《人際關係事務所》             | Sunny         | 女配角   | 吳建新                 |
| 2018年 | 公視                         | 《20之後》                     | 咪咪          | 女配角   | 王小棣                 |
| 2019年 | 公視 HBO Asia                | 《我們與惡的距離》             | 李大芝/李曉文 | 主演     | 林君陽                 |
| 2019年 | 愛奇藝台灣站 台視 東森綜合台 | 《如果愛，重來》               | 洪于茜          | 女主角   | 林子平                 |
| 2019年 | 台視 八大綜合台              | 《我們不能是朋友》             | 高子婷        | 女配角   | 馮凱                   |
| 2020年 | YouTube                      | 《來勾引我男友吧！》           | 梁子晴        | 女主角   | Otto W.、蓋彼          |
| 2020年 | friDay影音 公視              | 《國際橋牌社》                 | 林逸君        | 女主角   | 汪怡昕、林世章、孫大軍 |
| 2021年 | Netflix                      | 《比悲傷更悲傷的故事：影集版》 | 陳賢安        | 特別演出 | 謝沛如                 |
| 2022年 | 公視 MyVideo 台視            | 《茁劇場－綠島金魂》           | 小雨          | 特別演出 | 北村豐晴               |
| 2023年 | 中視 衛視中文台              | 《女兒大人加個賴》             | 游婉婷        | 女主角   | 葉鴻偉                 |
| 2023年 | 東森戲劇台 TVBS歡樂台        | 《W劇場：沒有你依然燦爛》      | 新進員工      | 客串     | 許富翔                 |
| 2024年 | CATCHPLAY+                   | 《都市懼集-代收包裹》          | 吳宇珍        | 女主角   | 李俊宏、黃丹琪、陳保中 |
| 2025年 | 大愛電視台                   | 《假日到山裏來看你》           | 林奕姿        | 主演     | 葉鴻偉                 |
| 2025年 | 公視 LINE TV                 | 《零日攻擊》                   | 網紅智琪      | 主演     | 趙暄                   |
| 2025年 | 大愛電視台                   | 《我們六個》                   | 林宜瑩        | 主演     | 王傳宗                 |

### 電視電影
| 年份   | 頻道         | 名稱             | 飾演   | 性質   | 導演   |
| 2017年 | 愛奇藝台灣站 | 《鳥語樹》       | 小羽   | 女主角 | 李素津 |
| 2018年 | 公視         | 《媽媽桌球》     | 李美嘉 | 主演   | 莊翔安 |
| 2019年 | 華視         | 《青春魯蛇物語》 | 紅葉   | 女主角 | 許雅婷 |
| 2021年 | 公視台語台   | 《弓蕉園的秘密》 | 蔡孟娟 | 女主角 | 周美玲 |
| 2023年 | 公視台語台   | 《阿波羅男孩》   | Debby  | 女配角 | 葉天倫 |
| 2025年 | 公視         | 《晚安，晚安》   |        | 女主角 | 丁啟文 |

### 電影
| 年份   | 名稱                         | 飾演     | 性質   | 導演   |
| 2018年 | 《花甲大人轉男孩》           | 林亦珊   | 客串   | 瞿友寧 |
| 2020年 | 《可不可以，你也剛好喜歡我》 | 田筱湘   | 女主角 | 簡學彬 |
| 2021年 | 《月老》                     | 輪胎印女 | 女配角 | 九把刀 |
| 2024年 | 《鬼天廈》                   | 潘佩芝   | 女主角 | 謝志文 |
| 2025年 | 《器子》                     |          | 客串   | 簡學彬 |

### 短片
| 年份   | 播放平台           | 名稱                                                            | 飾演         | 性質     | 導演   |
| 2016年 | 台視 八大電視 公視 | 植劇場『未來星』系列---陳妤                                     | 陳妤         | 女主角   | 不適用 |
| 2016年 | 台視 八大電視 公視 | 《台灣孩子演台灣故事》金馬小姐妙曼身影再現                      | 服務金馬小姐 | 女主角   | 曾鐵蛋 |
| 2016年 | 台視 八大電視 公視 | 《戀愛沙塵暴之番外篇01》-亦珊生日快樂                           | 林亦珊       | 女主角   | 曾鐵蛋 |
| 2016年 | 台視 八大電視 公視 | 《戀愛沙塵暴之番外篇06》亦珊的媽寶前男友                        | 林亦珊       | 女主角   | 施岑諺 |
| 2016年 | 台視 八大電視 公視 | 《戀愛沙塵暴之訪談篇01》                                        | 陳妤         | 女主角   | 練健輝 |
| 2016年 | 台視 八大電視 公視 | 戀愛沙塵暴植日生週記第一集                                      | 陳妤         | 女主角   | 不適用 |
| 2016年 | 台視 八大電視 公視 | 戀愛沙塵暴植日生週記第二集                                      | 陳妤         | 女主角   | 不適用 |
| 2016年 | 台視 八大電視 公視 | 戀愛沙塵暴植日生週記第三集                                      | 陳妤         | 女主角   | 不適用 |
| 2016年 | 台視 八大電視 公視 | 戀愛沙塵暴植日生週記第四集                                      | 陳妤         | 女主角   | 不適用 |
| 2016年 | 台視 八大電視 公視 | 戀愛沙塵暴植日生週記第五集                                      | 陳妤         | 女主角   | 不適用 |
| 2016年 | 台視 八大電視 公視 | 戀愛沙塵暴植日生週記第六集                                      | 陳妤         | 女主角   | 不適用 |
| 2016年 | 台視 八大電視 公視 | 戀愛沙塵暴植日生週記第七集 大來賓小課堂                         | 陳妤         | 女主角   | 不適用 |
| 2016年 | 台視 八大電視 公視 | 《荼蘼之番外篇01》搭訕高手                                      | 暗戀對象     | 女主角   | 練健輝 |
| 2016年 | 台視 八大電視 公視 | 《荼蘼之番外篇11》原來她最壓抑                                  | 陳妤         | 女主角   | 曾鐵蛋 |
| 2016年 | 台視 八大電視 公視 | 《姜老師，妳談過戀愛嗎之番外篇01》突如其來的告白                | 友人A        | 女主角   | 施岑諺 |
| 2016年 | 台視 八大電視 公視 | 《姜老師，妳談過戀愛嗎之番外篇05》防身術                        | 林老師       | 女主角   | 練健輝 |
| 2016年 | 台視 八大電視 公視 | ⟪姜老師，妳談過戀愛嗎？⟫植日生週記第二集_禾語辰與姜老師這部戲.. | 陳妤         | 客串     | 不適用 |
| 2017年 | 台視 八大電視 公視 | 《天黑請閉眼之番外篇8》#鈞浩訪談with陳妤                        | 陳妤         | 女主角   | 施岑諺 |
| 2017年 | 台視 八大電視 公視 | 《積木之家之番外篇4》#我的恐怖情人                              | 護理師       | 女主角   | 曾鐵蛋 |
| 2017年 | 台視 八大電視 公視 | 《積木之家之番外篇7》#路邊娃娃想回家                            | 室友         | 女主角   | 貓克斯 |
| 2017年 | 台視 八大電視 公視 | 《積木之家》植日生週記第二集                                    | 陳妤         | 客串     | 不適用 |
| 2017年 | 台視 八大電視 公視 | 《積木之家》植日生週記第四集                                    | 陳妤         | 客串     | 不適用 |
| 2017年 | 台視 八大電視 公視 | 《積木之家》植日生週記第五集                                    | 陳妤         | 客串     | 不適用 |
| 2017年 | 台視 八大電視 公視 | 《夢裡的一千道牆之番外篇４》#觀人世                             | 小Q          | 女主角   | 施岑諺 |
| 2017年 | 台視 八大電視 公視 | 《花甲男孩轉大人之番外篇１３》#花甲歌舞《愛情為何這麼不容易》   | 陳妤         | 特別演出 | 練健輝 |
| 2017年 | 台視 八大電視 公視 | 《五味八珍的歲月之番外篇１０》#耀仁訪談                         | 陳妤         | 女主角   | 施岑諺 |
| 2021年 |                    | 代幣                                                            | 恬恬         | 女主角   | 蕭云美 |
| 2024年 |                    | 金六刀                                                          |              | 女主角   | 劉吉雄 |
| 2024年 | YouTube            | 再相信一次                                                      | 陳蓁蓁       |          |        |

### 舞台劇
- 2016年：台灣 《西遊online》飾 孫悟空 / 文化大學戲劇系50屆畢業公演
- 2015年：台灣 《都不怕先生》飾 小鬼 / 台師大知音音樂劇大賞
- 2015年：台灣 《郊遊練習》 莎士比亞的妹妹們的劇團
- 2015年：台灣 《都不怕先生》飾 小鬼 / 偏鄉展演
- 2015年：台灣 《愛情遊戲》 文化大學戲劇系學年公演
- 2015年：台灣 《What? Water!》 台北藝穗節
- 2014年：台灣 《囚》 文化大學戲劇系第17屆學生劇展
- 2014年：台灣 《淡水小鎮》飾 陳少華 / 文化大學戲劇系學年公演

### 音樂錄影帶
- 2017年：Leshia 樂夏「忘掉他 Forget Him」
- 2017年：Leshia 樂夏「好想你 Missing You」
- 2017年：Leshia 樂夏「Recover」
- 2019年：鄭宜農 「輕輕觸碰」
- 2020年：楊士弘 「明天你不用來了」
- 2020年：這群人 「十年的我」
- 2021年：柳永 「海螺」
- 2021年：馬曉安 「早安 mziboq su」
- 2022年：李榮浩&張惠妹 「對等關係」
- 2022年：邱鋒澤 「人魚」

### 綜藝節目
| 年份   | 頻道                                      | 名稱                     | 性質                                          | 備註                         |
| 2021年 | 官網Facebook YouTube TOYOTA TV 三立新聞網 | 《全明星電競女神》       | 節目固定成員                                  | 「電競女神」隊伍成員之一     |
| 2022年 | 公視主頻                                  | 《阮三个餐車環島發大財》 | 特別節目小幫手                                | 2020年1月24日－2020年1月26日 |
| 2022年 | TVBS歡樂台                                | 《來吧！營業中》         | 節目嘉賓2022年5月21日,2022年7月9日            |                              |
| 2022年 | 中視 三立都會台                           | 《綜藝玩很大》           | 節目固定成員,2022年6月11日－2022年6月18日代班 |                              |
| 2022年 | 台視 三立都會台                           | 《全明星運動會》         | 節目固定成員,2022年7月25日                    |                              |
| 2023年 | 中視 三立都會台                           | 《綜藝玩很大》           | 2023年8月26日－2023年9月9日                   |                              |
| 2025年 | YouTube MyVideo                           | 《行動電源出發吧！》     | 2025年4月1日                                  |                              |

## 代言作品

### 廣告代言
| 年份   | 名稱                          | 備註     |
| 2021年 | LAZYFISH-形象風格代言人       | 電視廣告 |
| 2021年 | TOUCH AERO服飾-品牌年度代言人 | 電視廣告 |
| 2022年 | 虎牌啤酒-虎牌冰釀啤酒         | 電視廣告 |
| 2022年 | 中央存款保險公司-安全才有保障 | 電視廣告 |
| 2023年 | 聯合勸募協會-愛心大使         | 電視廣告 |

## 配音作品

### 美國動畫電影
| 年份   | 名稱                     | 配音角色 | 語言 |
| 2006年 | 《芭比之十二芭蕾舞公主》 | 蕾希     | 國語 |
| 2016年 | 《歡樂好聲音》           | 愛希     | 國語 |
| 2019年 | 《大冒險家》             | 艾德蓮娜 | 國語 |
| 2019年 | 《阿達一族》             | 星期三   | 國語 |
| 2021年 | 《阿達一族2》            | 星期三   | 國語 |

## 獎項紀錄
| 年份   | 頒獎典禮     | 獎項                       | 影片                   | 角色          | 結果 |
| ------ | ------------ | -------------------------- | ---------------------- | ------------- | ---- |
| 2017年 | 第52屆金鐘獎 | 戲劇節目新進演員獎         | 《植劇場－戀愛沙塵暴》 | 林亦珊        | 獲獎 |
| 2017年 | 第52屆金鐘獎 | 戲劇節目女配角獎           | 《植劇場－戀愛沙塵暴》 | 林亦珊        | 提名 |
| 2019年 | 第26屆華鼎獎 | 百強電視劇最佳女配角       | 《我們與惡的距離》     | 李大芝/李曉文 | 提名 |
| 2023年 | 第58屆金鐘獎 | 迷你劇集／電視電影女配角獎 | 《阿波羅男孩》         | Debby         | 提名 |

## 外部連結
- 陳妤的Facebook專頁
- 陳妤的Instagram帳戶

- QPLACE演員介紹